# Kegelen (spel)

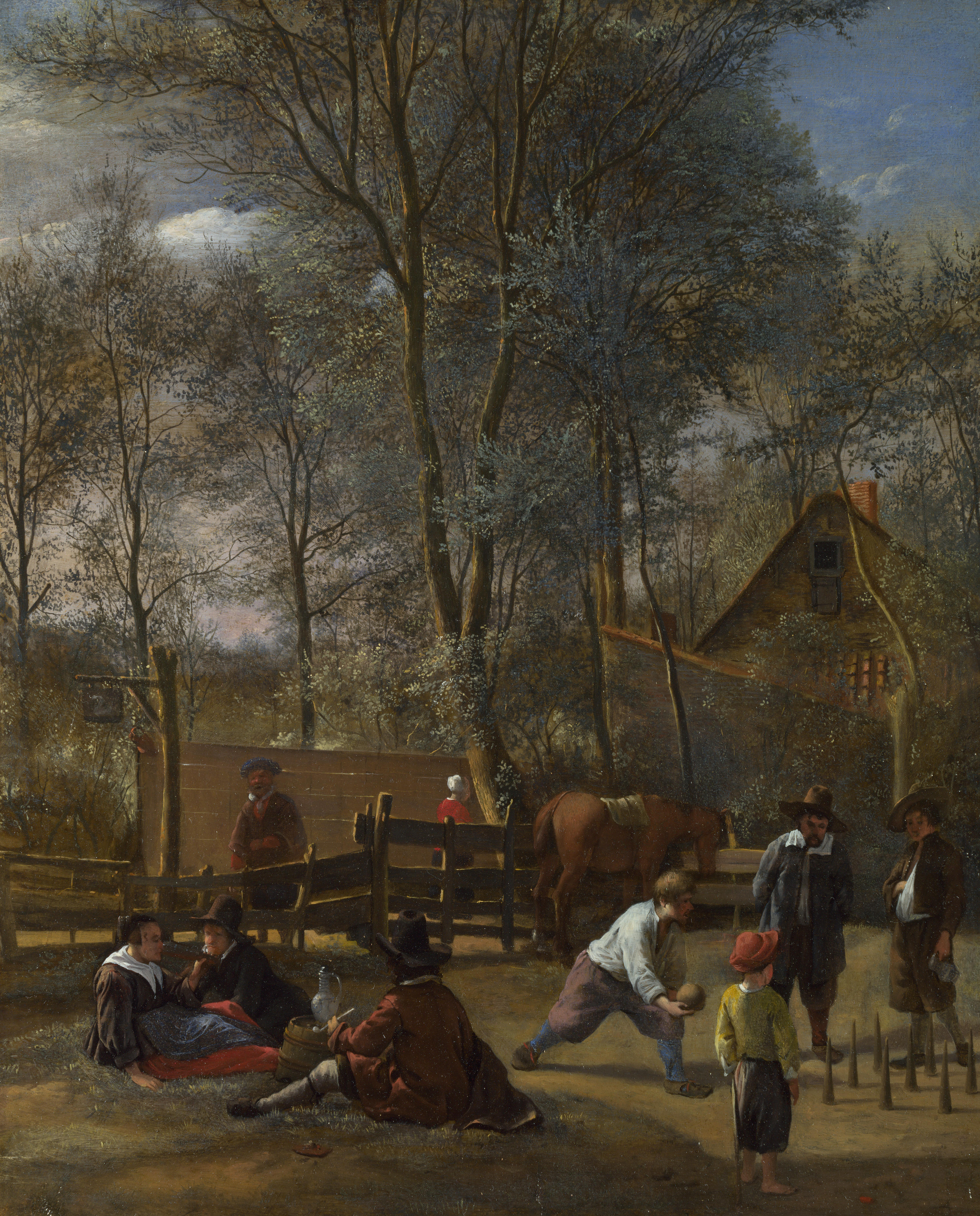
Kegelen bij de herberg, Jan Steen, 1660-1663

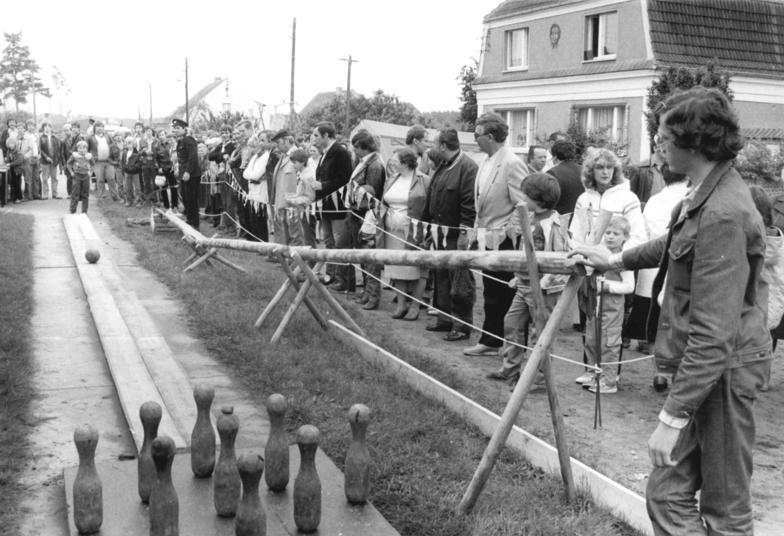
Een kegelwedstrijd

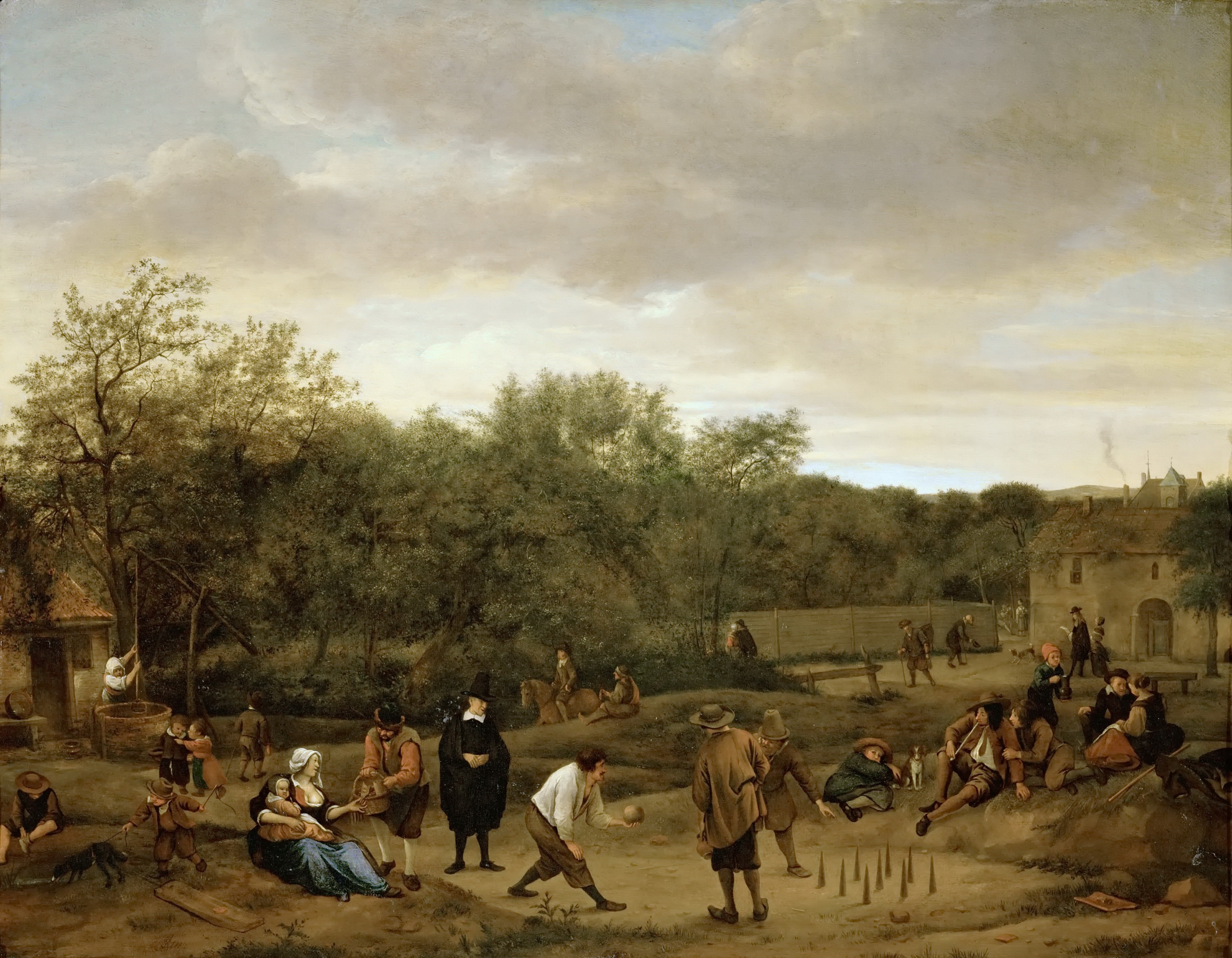
Schilderij van Jan Steen, ca. 1665

Kegelen is een balspel waarbij de deelnemer probeert met een bal 9 kegels, aan het eind van een circa 20 meter lange houten of kunststof baan met een breedte van 30 centimeter, om te gooien.

## Geschiedenis
De oorsprong van kegelen is onbekend, maar uit afbeeldingen en schilderijen uit de 17de eeuw blijkt dat er toen al gespeeld werd, zij het anders dan tegenwoordig. De Germanen hadden circa 2000 jaar geleden een zogenaamde "keil van steen" in het wapen, die volkomen op onze huidige kegel lijkt.
In Silezië gebruikte men rond de 17de eeuw 13 tot 15 kegels, in Nederland oorspronkelijk 3 en in de Franse tijd werden dat er 7. Sinds de 18de eeuw is het aantal 9.

### Nederland
Omstreeks 1840 werd het kegelen populair en ontstond op 30 maart 1890 op initiatief van dhr. Wijnands de Algemene Nederlandse Kegelbond.
Binnen deze bond waren een aantal clubs vertegenwoordigd en op 11 mei 1890 werd het eerste bestuur gekozen waarna op 7 september van 1890 de eerste bondswedstrijd werd gehouden in sociëteit De Phoenix te Haarlem. 26 vijftallen uit 17 clubs deden mee aan deze wedstrijd. Per baan kwam dat neer op 74 gooiers. In de beginjaren van de 20ste eeuw groeide de roep om een landelijke aanpak, wat leidde tot oprichting van de Nederlandse Kegelbond (NKB) op zondag 20 juni 1909 in 't Goude Hooft te 's-Gravenhage. De statuten werden pas op 22 augustus 1909 vastgesteld, het dagelijks bestuur werd op 30 oktober 1909 gekozen.

### Ledenverloop van de NKB
In 1924 had de NKB 28 bonden, 521 clubs en 248 persoonlijke leden.
In 1934 had de NKB 27 bonden, 475 clubs en 168 persoonlijke leden.
In 1946 had de NKB 25 bonden, 492 clubs en totaal 6348 leden.
De inmiddels Koninklijk geworden bond telt 18 bonden; het aantal clubs en leden is niet precies bekend.

## De kegelbaan
De kegelbaan is van origine een houten plank met een breedte van circa 30 cm met een lengte (van de hartstreep (rode lijn op 3 meter van het begin van de baan) tot het hart van de koningskegel) 16,45 m lang. Vaak staat er circa 50 cm voor de rode lijn nog een groene lijn ter aanduiding of referentie, maar volgens de spelregels moet de bal voor de rode lijn op de baan zijn gezet en rollen.
De aanloop van de baan is 3 m lang, waardoor de totale lengte van de baan 20 m is. Het spel kan echter ook gespeeld worden op een plein, waarop men de 9 kegels plaatst en op 33 m afstand hiervan een werplijn tekent. 
De Koningskegel staat opgesteld in het midden van het kegelplateau, zoals hieronder is afgebeeld.

### De stand van de kegels
De stand van de kegels is hieronder weergegeven, waarbij nummer 1 de voorste kegel is.
|   |   |   |   |   | Officiële benamingen                             |                                | Onofficiële benamingen |
| - | - | - | - | - | ------------------------------------------------ | ------------------------------ | ---------------------- |
|   |   | 9 |   |   | Achterkegel                                      | Boer                           |                        |
|   | 7 |   | 8 |   | Linker en rechter achterkegel                    | Duifjes                        |                        |
| 4 |   | 5 |   | 6 | Linker hoekkegel, middenkegel, rechter hoekkegel | Boer, Koning of de Lange, Boer |                        |
|   | 2 |   | 3 |   | Linker en rechter voorkegel                      | Duifjes                        |                        |
|   |   | 1 |   |   | Voorste kegel                                    | Zweet (de zwaarste post)       |                        |

### Afmetingen van de kegels
De hoogte van de kegels is 470 mm, met een diameter van 75 mm, de koningskegel is 80 mm hoger.
De onderzijde van de kegel is voorzien van een veerconstructie met een stalen "knikker" die als de kegel op het plateau staat in een verdieping wordt gedrukt waardoor de kegel stevig maar los op het plateau kan blijven staan op de plek die daarvoor is aangewezen.

## Bowling
De Amerikaanse variant van het kegelen wordt meestal bowling genoemd. Bij bowling zijn er tien kegels en de baan is breder.